# Kloster Seiferstetten
Kloster Seiferstetten ist ein ehemaliges Kloster des Benediktinerordens auf dem Gebiet der Stadt Landsberg am Lech in Bayern.

## Geographische Lage
Standort der verschwundenen Klosteranlage war früher die heutige mittelalterliche Wüstung Seiferstetten auf der rechten Lechterrasse etwa zwei Kilometer südlich des Stadtteils Pitzling der Stadt Landsberg am Lech in Oberbayern.

## Geschichte
Das Kloster wurde um 740 von den Brüdern Waldram, Eliland und Landfrid, Grafen zu Antdorf an der Loisach aus der Adelssippe der Huosi, zusammen mit Kloster Benediktbeuern, wo Landfrid der erste Abt wurde, und sechs weiteren Klöstern (den Männerkonventen Schlehdorf, Sandau, Wessobrunn und den drei Frauenklöstern Kochel, Polling und Staffelsee) gegründet.
Das Kloster Seiferstetten (früher Siverstatt) wurde wohl 908 (oder spätestens 955) durch die Ungarn zerstört und bis auf die Kirche nie wieder vollständig aufgebaut. Das Gelände der Klosteranlage ist heute eine mittelalterliche Wüstung und wurde von dem Bayerischen Landesamt für Denkmalpflege als Bodendenkmal registriert (D-1-8031-0173). Noch bis zum Abbruch 1769 stand dort ein ganzer Hof des Spitals Landsberg und eine Walburga-Kapelle. Von den Grundmauern der ehemalige Klostergebäude zeugen noch Unebenheiten im Boden des weitgehend aufgeforsteten Grundstücks.